# Sylvicola incasicus
Sylvicola incasicus är en tvåvingeart som först beskrevs av Lane och Andretta 1958.  Sylvicola incasicus ingår i släktet Sylvicola och familjen fönstermyggor.
Artens utbredningsområde är Ecuador. Inga underarter finns listade i Catalogue of Life.